# Vesna

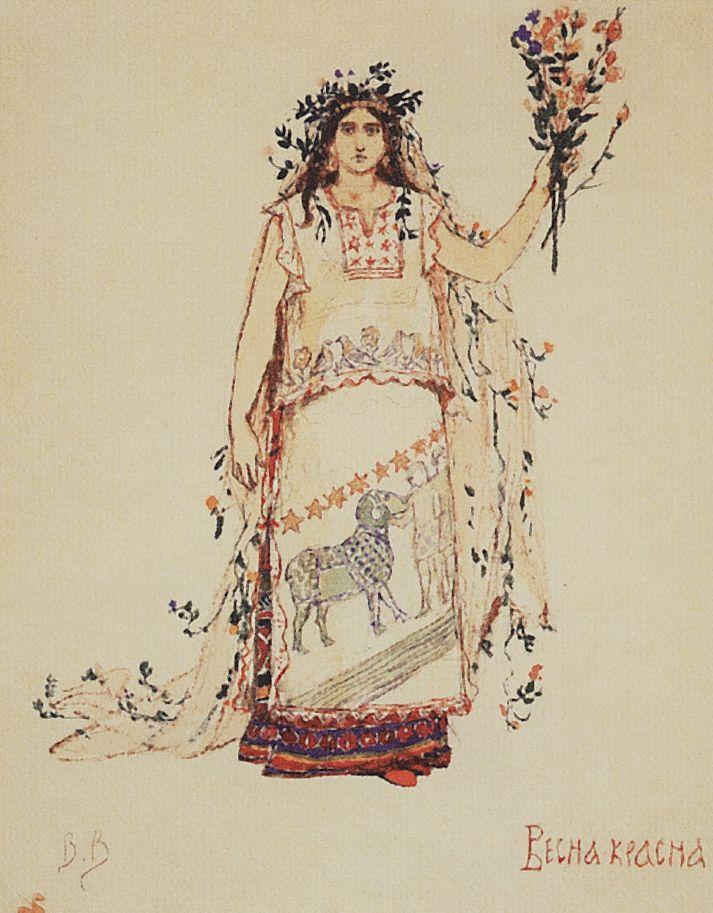
Viktor Vasněcov, Vesna Krasna, 1885

Vesna je slovanské poetické pojmenování pro jaro a jeho personifikaci, v obecném povědomí je však Vesna často považována za slovanskou bohyni jara, někdy ztotožňovanou s Ladou. To, že Slovanům bylo známo božstvo tohoto jména a funkce, je zpravidla považováno za neprokazatelné, zcela vymyšlené nebo je Vesna vykládána jako postava z pozdního folklóru.

## Východní Slované
V Rusku a Bělorusku je jaro zpravidla personifikováno v podobě krásného mladíka zvaného Jarilo, objevuje se však také ženské zosobnění zvané právě Vesna. Je spojena s písněmi zvanými „vesňanky“ a slavností Krásná Horka (Krasnaja Gorka, doslova spíše Červená Horka) konanou na Velikonoční neděli.

## Slovinsko
Slovinská etnoložka Monika Kropej ztotožňuje Vesnu s Marjeticí (Markétou), partnerkou Zeleného Juraje, nazývaného také Vesnik, v lidových písních. Považuje ji za mladou bohyni, známou také pod jménem Deva či Mare, dceru Peruna a Mokoš, která se objevuje v mýtu o přemožení draka. Na jiném místě však Vesnu a Marjetici rozlišuje, první považuje za partnerku Zeleného Juraje, druhou Kresnika.
Připomíná také vesne, ženské bytosti podobné vílám, které v únoru, dříve nazývaném také vesnar, přinášeli plodnost a spojuje s postavou Pehtry, slovinské obdoby Perchty. Žily v krásných palácích na vrcholcích hor, které opouštěly právě jen v únoru. Ve slovinském folklóru byla víra v ně živá ještě na konci Druhé světové války.

## Odraz v kultuře

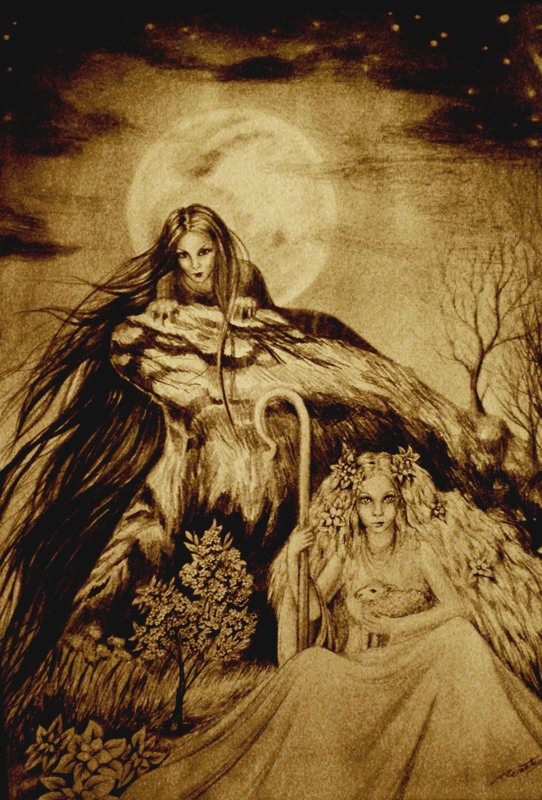
Vesna a Morana v moderním podání

V 19. století se Vesna začala objevovat především v literatuře. Příkladem je umělá pověst Poslední pohanka Josefa Kajetána Tyla nebo Staré pověsti české:
| „                                                | V ten čas sněhů a ledu, dlouhých soumraků a nocí vládla Mořena, až bůh slunce počal déle, vlídněji a tepleji hleděti na tvář země. I rozbíhala se vodou ledová pouta; veselili se po všech dědinách, po všem plemeni. Za zpěvu brali se k vodám, k volným teď potokům, řekám, házeli do nich obraz zimy a smrti a radostným hlaholem vítali Vesnu, líbeznou bohyni jara. | “ |
| — Alois Jirásek, Staré pověsti české – O Čechovi | |   |

Užita je také v básni Boleslava Jablonského:
| „                                          | Sličná Vesna kvítím pluje, Kolem ní se bůžci koří; Hóra poupy rozvinuje, Bůžci vůni s barvou tvoří. | “ |
| — Boleslav Jablonský: Básně smíšené, Vesna | |   |

### Další
- Vesna je slovanské ženské jméno.

- Vesna byl časopis zaměřený na umění vzniklý v roce 1851.

- Vesna je česká odrůda jabloně.

- Vesna je česká odrůda révy vinné.

- Vesna je zobrazena na slovinské poštovní známce z roku 2005.[3][4]

- Vesna je název ženského vzdělávacího spolku, který vznikl roku 1870 v Brně.

- Vesna je název lázeňské léčebny v Janských Lázních, založené roku 1981, kde se léčí pohybová a respirační onemocnění a onemocnění centrální nervové soustavy dětí.

- Josef Růžička ve své nekritické práci Mýty a báje starých Slovanů spojuje Vesnu s prvním jarním bleskem a jako bílou paní zvanou „Velkokočka“ s kouzelnými studánkami.[11]

- V pohádkové knize Ivana Hudce Báje a mýty starých Slovanů je Vesna bohyní jara a lásky, sestrou Moreny a milenkou boha Peruna. Ten je jí každé jaro natolik okouzlen, že se zadívá do jejích krásných očí, upustí své kopí, čímž způsobí první jarní blesk. První jarní bouřka zahajuje jaro. Bohyně Vesna je proto v tomto obraze spojena s jarními květy a je ztvárněna jako jemná božská bytost s dlouhými vlasy. [12]

- Arteterapeutka Zuzana Řezáčová Lukášková ji považuje za slovanský archetyp panny využitelný pro práci s archetypy a při práci s ženským cyklem. Nabízí možnost pracovat s touto bohyní jako se symbolem ženskosti, jemnosti, zranitelnosti, ale také síly, která se hodí pro zahájení nových projektů a životních etap. [13][14]